# Salaì
Gian Giacomo Caprotti da Oreno, známý jako Salaì (1480 – 19. ledna 1524 Milán) byl italský renesanční umělec a žák Leonarda da Vinciho v letech 1490 až 1518. Ve věku deseti let nastoupil do služby v Leonardově dílně. Svá díla signoval jménem Andrea Salaì. Byl jedním z Leonardových žáků, celoživotních společníků a služebníků a byl modelem pro Leonardovy obrazy Svatý Jan Křtitel, Bakchus a Vtělený anděl (Angelo incarnato).

## Život

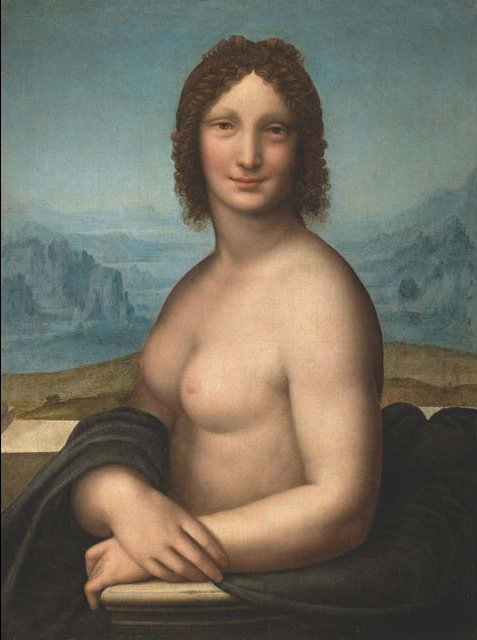
Monna Vanna, nahá verze Mony Lisy. Oba obrazy jsou v pařížském Louvru.

Salaì se narodil v roce 1480 jako syn Pietra di Giovanniho, nájemce Leonardovy vinice poblíž Porta Vercellina v Miláně.
Do Leonardovy dílny nastoupil v deseti letech jako pomocník. Giorgio Vasari popisuje Salaìe jako „půvabného a krásného mladíka s kudrnatými vlasy, ve kterých nacházel Leonardo velké zalíbení“. Ačkoli ho Leonardo popisoval jako „lháře, zloděje, tvrdohlavého a nenasytného člověka“ a opravdu Leonarda nejméně pětkrát okradl, udržel se Salaì ve službách svého mistra více než 25 let, během nichž se vyučil zdatným umělcem. Salaì vytvořil několik zajímavých děl, včetně Monny Vanny, nahé verze Mony Lisy, která byla pravděpodobně malována podle Leonardovy skici uhlem. Je také považován za jednoho z potenciálních autorů kopie Mony Lisy v Pradu.
Předpokládá se, že Leonardo využil Salaìe jako model pro několik svých děl, konkrétně Svatého Jana Křtitele, Bakcha a Vtěleného anděla. Někteří badatelé se také domnívají, že Salaì – a ne Lisa del Giocondo – byl skutečným modelem pro Monu Lisu, ale toto tvrzení Louvre zpochybňuje.

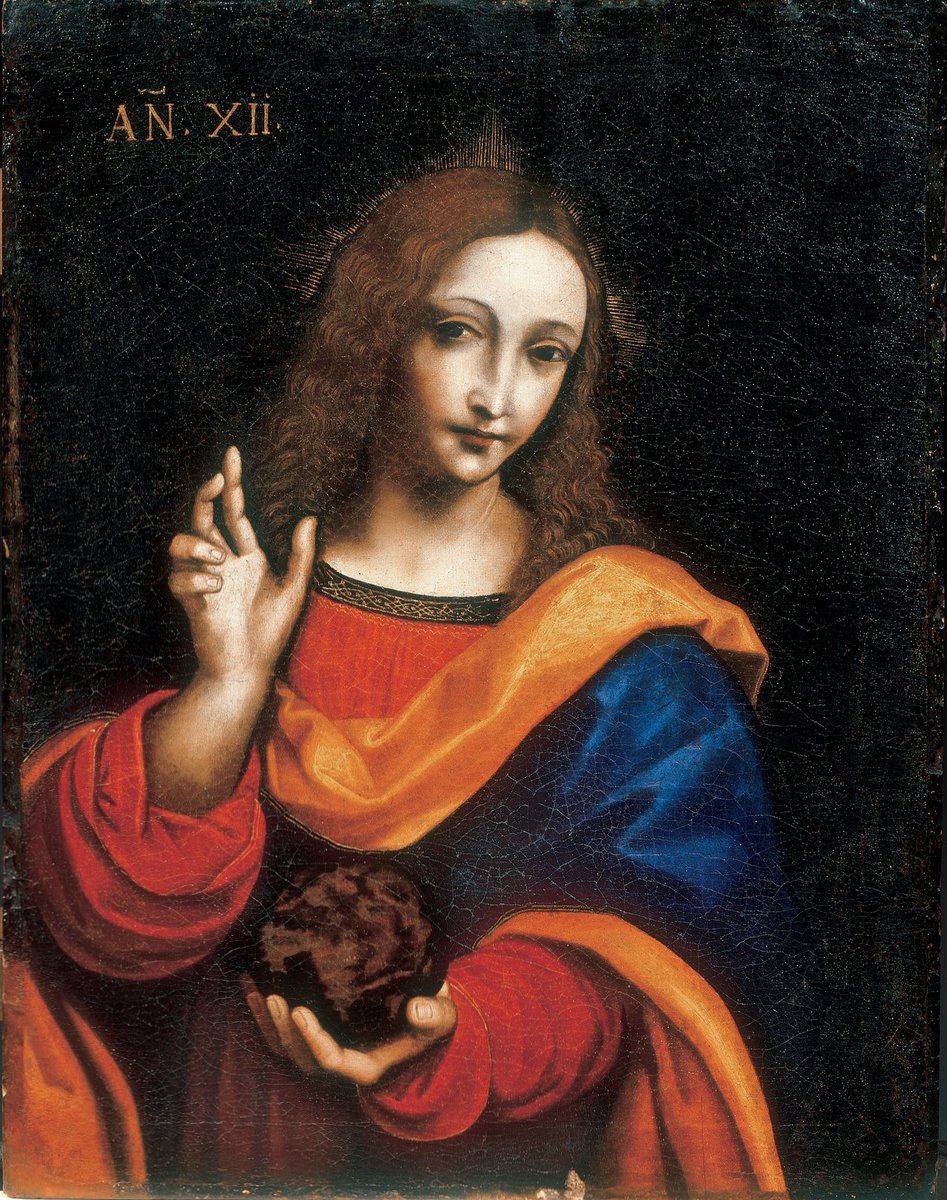
Cristo giovanetto aneb Salvator Mundi, Museo Ideale Leonardo da Vinci, ve Vinci, Toskánsko

Během druhého pobytu Leonarda v Miláně si přivedl dalšího mladého žáka Francesca Melziho. Na rozdíl od Salaìe byl Francesco synem šlechtice. Když Leonardo cestoval do Říma v roce 1513 a do Francie v roce 1516, Salaì a Melzi ho oba doprovázeli. V dospělosti se Melzi stal Leonardovým sekretářem a hlavním asistentem a zavázal se připravit je spisy k publikaci. Vasari napsal, že Melzi „v Leonardově době byl velmi krásný a milovaný mladý muž“. Ve Francii byl Francesco Melzi uvítán jako „italský gentleman žijící s mistrem Leonardem“ a byl mu udělen dar 400 Écu, zatímco Salaì byl ve svých 36 letech popsán jako „sluha“ a byl mu udělen jednorázový dar ve výši 100 Écu.
Salaì opustil Francii a Leonarda v roce 1518. Později se vrátil do Milána, aby pracoval na Leonardově vinici, kterou dříve obdělával jeho otec, z níž polovina mu byla udělena v Leonardově závěti. Obecně se má za to, že po Leonardově smrti v roce 1519 Salaì zdědil několik obrazů včetně Mony Lisy. Právě přes něj přešlo mnoho z těchto děl, zejména Mona Lisa, do majetku Františka I. I když Leonardo zanechal podle své závěti všechny osobní věci, obrazy, kresby a poznámky Francescu Melzimu, není jasné, zda v tom byla zahrnuta i Mona Lisa.
Dne 14. června 1523 se ve věku 43 let Salaì oženil s Biancou Coldirodi d'Annono. Salaì zemřel v roce 1524 na následky zranění v souboji (ranou z kuše) a byl pohřben v Miláně dne 10. března 1524.

## Sexualita

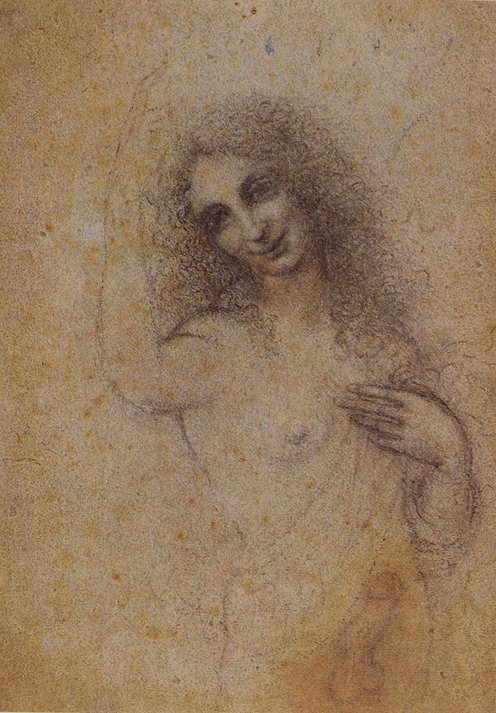
Angelo Incarnato, Salaìova podobizna od Leonarda, c. 1515

Řada kreseb z dílny Leonarda a jeho žáků odkazuje na Salaìho sexualitu. K dispozici je kresba se Salaìovou podobiznou podle vzoru Leonardova obrazu Jana Křtitele nazvaná Vtělený anděl (Angelo incarnato), nahý mladý muž se vztyčeným falem. Odborníci připisují autorství Leonardovi. Tvář postavy je bližší Salaìově kopii Leonardova obrazu Jan Křtitel než originálu v Louvru.
Leonardův Codex Atlanticus obsahuje dvě strany (132 a 133) kreseb od jiného autora, z nichž jedna je hrubě nakreslená skica zobrazující řitní otvor, označovaný jako „Salaìova řiť“, do níž míří dva neuměle nakreslené penisy s nohama a ohony.

## Vztah k Moně Lise
Skupina italských výzkumníků přišla s názorem, že modelem Mony Lisy byl Salaì, což dokazovala podobností některých rysů obličeje, zejména nosu a úst, s těmi, u nichž se předpokládá, že byl Salaì modelem. Tato tvrzení byla zpochybněna odborníky z Louvru.

## V populární kultuře

### Filmy
Filmy nebo televizní seriály, ve kterých vystupuje jako postava:
- Život Leonarda da Vinciho (1972), herec: Bruno Piergentili
- Leonardo (2021), herec: Carlos Cuevas

### Ostatní
- Salaì je hlavní postavou románu Cenacolo od Josepha Orbiho.[16]
- V románu Paula McAuleyho z roku 1994 Pasqualův anděl zasazeném do alternativní italské renesance je Salaì hlavní zápornou postavou.[17]
- Komiksová Vertigo série od DC Comics z roku 1995 Chiaroscuro: The Private Lives of Leonardo da Vinci (později vydaná jako grafický román) vypráví spekulativní příběh o milostném vztahu mezi Leonardem a Salaìem.
- V DLC videohry Assassin's Creed: Brotherhood z roku 2010 Ezio (protagonista) spolupracuje se Salaìem při hledání Leonarda da Vinciho. Hra zobrazuje Salaì jako Leonardova milence a Ezio si je tohoto vztahu vědom.
- Giacomo je hlavní postavou románu Leonardův stín od Christophera Graye [18]
- Salaì je hlavní postavou historického románu pro děti z roku 1975 Druhá paní.Giaconda od EL Konigsburg.
- Salaì je s Leonardem hlavní postavou portugalského románu Maria Cláudia z roku 2014 Retrato de Rapaz (Portrét chlapce).